# 음악상자

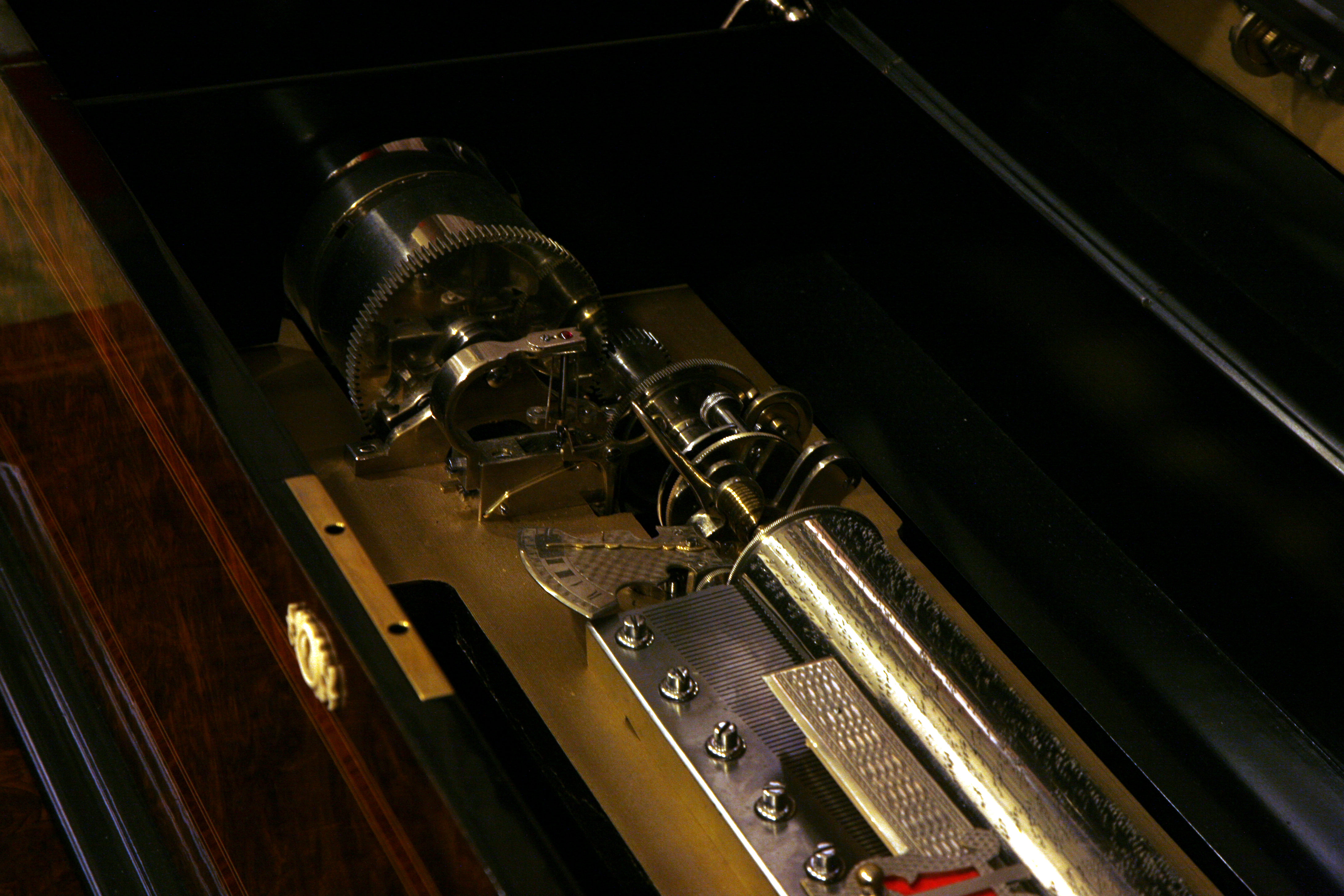
음악상자

음악상자(音樂箱子), 뮤직박스(music box), 자명금(自鳴琴) 또는 오르골(←독일어: orgel)은 음악을 자동으로 연주하는 기계다. (단 태엽이나 전동기 등의 자동 장치가 없을 경우엔 손으로 손잡이를 직접 돌러 수동으로 연주한다.) "오르고르"라는 표현은 일본에서 오르간을 뜻하는 독일어 orgel이 변형되어 만들어진 표현이다.
코담배갑에 넣는 작은 음악용 기계 장치는 18세기 말에 처음 만들어졌다. 1830년대에 음악상자의 표준형이 확립되어 빗 모양의 금속 조각 수가 250개에 달했고 약 여섯 옥타브 정도의 음역을 낼 수 있게 되었다. 이런 음악상자의 대부분은 상아와 진주 등으로 아름답게 장식되었다. 초기 빗 모양은 원통에 달려 있었지만, 1890년대에 디스크의 지름이 85cm에 이르렀다.

## 같이 보기
- 뻐꾸기시계
- 자동 피아노